# Liste der Kulturdenkmale in Lindau (bei Kiel)
In der Liste der Kulturdenkmale in Lindau sind alle Kulturdenkmale der schleswig-holsteinischen Gemeinde Lindau (Kreis Rendsburg-Eckernförde)  aufgelistet (Stand: 14. April 2025).
Die Bodendenkmale sind in der Liste der Bodendenkmale in Lindau (bei Kiel) aufgeführt.

## Legende
In den Spalten befinden sich folgende Informationen:
- Objekt-ID: die Nummer des Kulturdenkmales
- Lage: die Adresse des Kulturdenkmales und die geographischen Koordinaten. Kartenansicht, um Koordinaten zu setzen. In der Kartenansicht sind Kulturdenkmale ohne Koordinaten mit einem roten Marker dargestellt und können in der Karte gesetzt werden. Kulturdenkmale ohne Bild sind mit einem blauen Marker gekennzeichnet, Kulturdenkmale mit Bild mit einem grünen Marker.
- Offizielle Bezeichnung: Bezeichnung des Kulturdenkmales
- Beschreibung: die Beschreibung des Kulturdenkmales
- Bild: ein Bild des Kulturdenkmales

## Bauliche Anlagen
| Objekt-ID      | Lage                                        | Offizielle Bezeichnung       | Beschreibung | Bild            |
| -------------- | ------------------------------------------- | ---------------------------- | --- | --------------- |
| 30064 Wikidata | Sander Weg 19 (54° 23′ 53″ N, 9° 57′ 32″ O) | Wohn- und Wirtschaftsgebäude | Wohn- und Wirtschaftsgebäude; 19. Jh.; stattliches eingeschossiges Backsteinhallenhaus mit reetgedecktem Satteldach, Wohnteil mit neubarocker Haustür und Segmentbogenfenstern, Wirtschaftsteil mit zwei asymmetrisch gesetzten Segmentbogentoren und kleinen Rundbogenfenstern, kleiner rückwärtiger Flügel - Begründung: geschichtlich, Kulturlandschaft prägend - Schutzumfang: gesamtes Objekt - Denkmaltyp: Bauliche Anlage | Fotos hochladen |

## Gründenkmale
| Objekt-ID      | Lage                                     | Offizielle Bezeichnung  | Beschreibung | Bild |
| -------------- | ---------------------------------------- | ----------------------- | --- | ---- |
| 28700 Wikidata | Lindenallee (54° 23′ 6″ N, 9° 54′ 26″ O) | Gut Lindau: Lindenallee | Alteintragung (Aktualisierung vorgesehen) - Begründung: geschichtlich, Kulturlandschaft prägend - Schutzumfang: gesamtes Objekt - Denkmaltyp: Gründenkmal | BW   |

## Quelle
- Liste der Kulturdenkmale in Schleswig-Holstein – Kreis Rendsburg-Eckernförde

- Karte mit allen Koordinaten:
- OSM |
- WikiMap